# Szaty Wielkie
Szaty Wielkie (deutsch Groß Schatten) ist ein Dorf in der polnischen Woiwodschaft Ermland-Masuren und gehört zur Gmina Barciany (Barten) im Powiat Kętrzyński (Kreis Rastenburg).

## Geographische Lage
Szaty Wielkie liegt in der nördlichen Mitte der Woiwodschaft Ermland-Masuren, drei Kilometer nordwestlich der Kreisstadt Kętrzyn (deutsch Rastenburg).

## Geschichte
Schatten, erst nach 1785 mit Zusatzbezeichnung Groß Schatten genannt, war ein kleiner Gutsort und gehörte bis 1928 zum Gutsbezirk Wehlack (polnisch Skierki) im ostpreußischen Kreis Rastenburg. Im Jahre 1820 zählte Groß Schatten 25 Einwohner, 1885 waren es 58 und 1905 schon 60.
Am 30. September 1928 gab das Gut Groß Schatten seine Eigenständigkeit auf und schloss sich mit dem ebenfalls zum Gutsbezirk Wehlack gehörenden Gut Albertinhausen (polnisch Staniszewo) sowie der Landgemeinde Wehlack (Skierki) zur neuen Landgemeinde Wehlack zusammen.
In Kriegsfolge kam Groß Schatten 1945 mit dem gesamten südlichen Ostpreußen zu Polen und erhielt die polnische Namensform „Szaty Wielkie“. Heute ist es eine Ortschaft im Verbund der Landgemeinde Barciany (Barten) im Powiat Kętrzyński (Kreis Rastenburg), bis 1998 der Woiwodschaft Olsztyn, seither der Woiwodschaft Ermland-Masuren zugehörig.

## Kirche
Bis 1945 war Groß Schatten in die evangelische Kirche Wenden (Winda) in der Kirchenprovinz Ostpreußen der Kirche der Altpreußischen Union sowie in die katholische Kirche Rastenburg im damaligen Bistum Ermland eingepfarrt.
Heute gehört Szaty Wielkie zur katholischen Pfarrei Winda im jetzigen Erzbistum Ermland sowie zur evangelischen Kirchengemeinde Barciany, einer Filialgemeinde der Johanneskirche Kętrzyn in der Diözese Masuren der Evangelisch-Augsburgischen Kirche in Polen.

## Verkehr
Szaty Wielkie ist über eine Stichstraße zu erreichen, die bei Skierki (Wehlack) von der Woiwodschaftsstraße 591 (einstige deutsche Reichsstraße 141) abzweigt und direkt in den Ort führt. Eine Anbindung an den Bahnverkehr besteht nicht.